# Lanfranco Angelini
Lanfranco Angelini   (Artena, 9 de novembre de 1936 - Roma, 30 de març de 2018) fou un pilot de motociclisme italià que destacà en competicions de motocròs, tot i que també va practicar altres modalitats com ara l'enduro, la velocitat i l'speedway. Durant de la seva carrera, que abastà les dècades de 1950 i 1960, guanyà set Campionats d'Itàlia de motocròs, quasi tots amb l'Aermacchi Ala Oro, i fou l'etern rival d'un altre campió múltiple italià, Emilio Ostorero.
Conegut com a Il poliziotto volante ("El policia volador"), Lanfranco Angelini era Policia de Trànsit, membre de la Polizia di Stato.

## Biografia
Home de poc pes (54 kg), a 17 anys va debutar en proves d'enduro, anomenat aleshores a Itàlia regolarità, amb una Mival 125. Durant els anys següents, anà canviant de moto successivament per una Alpino 125, una Berneg 160 i una Bianchi 175, alhora que disputava també diverses pujades de muntanya. Finalment, es comprà una Gilera 175 de motocròs amb la qual guanyà diverses competicions d'enduro.
El març del 1957 es va incorporar al grup esportiu Fiamme Oro (el de la Polizia di Stato), on havia de córrer amb una pesada Gilera Saturno 500, una moto de 175 kg. El 25 d'agost va aconseguir la seva primera victòria, justament a Avigliana, la terra de qui havia d'esdevenir el seu gran rival durant una dècada: Emilio Ostorero. Aquell primer any al campionat italià, l'acabà en tercera posició final. L'any següent, 1958, la Fiamme Oro canvià a Bianchi i Angelini dominà amb aquesta moto el campionat de 250cc, mentre fou subcampió de 500cc amb una BSA Gold Star. Després que la Fiamme Oro arribés à a un acord amb Aermacchi, Angelini dominà àmpliament el Campionat d'Itàlia durant el quadrienni 1960-1963. Sense aquesta moto, encara va aconseguir bons resultats amb Husqvarna i ČZ, marca amb què guanyà el seu darrer Campionat el 1967, en la categoria dels 250cc.
El 1970, Angelini abandonà les competicions després de lesionar-se el genoll esquerre en un accident a Buscha (Cuneo). Abandona també la Policia de Trànsit i entrà a treballar a Enel, on s'estigué fins a la seva jubilació.

## Palmarès estatal en motocròs
Font:
| Any          | Motocicleta       | Campionat d'Itàlia | Campionat d'Itàlia |
| Any          | Motocicleta       | 500 cc             | 250 cc             |
| ------------ | ----------------- | ------------------ | ------------------ |
| 1957         | Gilera            | 3r                 | -                  |
| 1958         | BSA/Bianchi       | 2n                 | 1r                 |
| 1959         | ?                 | ?                  | ?                  |
| 1960         | Aermacchi         | 1r                 | 2n                 |
| 1961         | Aermacchi         | 1r                 | 1r                 |
| 1962         | Aermacchi         | 2n                 | 1r                 |
| 1963         | Aermacchi         | 2n                 | 1r                 |
| 1964         | Husqvarna/Parilla | 5è                 | 3r                 |
| 1965         | ?                 | ?                  | ?                  |
| 1966         | ČZ/Husqvarna      | 4t                 | 2n                 |
| 1967         | ČZ                | ?                  | 1r                 |
| 1968         | ČZ                | 2n                 | ?                  |
| 1969         | ČZ                | 3r                 | ?                  |
| Total títols | Total títols      | 2                  | 5                  |